# Au Pair in America
Au Pair in America är en amerikansk organisation som bildades 1986 som första organisation att erkännas av den amerikanska staten att bjuda ett legitimt au pair-program. 2009 hade Au Pair in America placerat över 80 000 au pairer från 60 länder i amerikanska värdfamiljer i 40 av USA:s delstater . Huvudkontoret finns i Stamford, Connecticut, USA.

## Historik
År 1986 tilldelade den amerikanska informationsbyrån (USIA) stipendier till American Institute For Foreign Study (AIFS) som sponsor för ett au pair-pilotprogram med en försöksperiod på två år, och Au Pair in America hade bildats. Perioden utökades med ytterligare två år, och USA:s kongress antog Eisenhower Exchange Fellowship Act, som lät USIA utöka au pair-programmet på obegränsad tid. När USIA upplöstes 1999, överfördes regleringen av programmet till Department of State, Educational & Cultural Affairs Bureau .  Med det amerikanska utrikesdepartementets utnämnande av nya au pair-regleringar 2001, införde Au Pair in America programmet Edu Care för familjer med barn i skolåldern som krävde mindre tillsyn per vecka än standardprogrammet. 2004 ändrades visumreglerna, vilket tillät en au pair att stanna även ett andra år i USA. 2009 började USA:s utrikesdepartement att låta den au pair som framgångsrikt slutfört programmet Au Pair in America bli berättigade att återvända till USA för ett extra år som au pair.
Den här artikeln är helt eller delvis baserad på material från engelskspråkiga Wikipedia.

### Fotnoter
1. ↑  More European Au Pairs Looking for Work in the US and Au Pair in America Sees Increasing Demand Arkiverad 12 augusti 2011 hämtat från the Wayback Machine.. Business Wire, 2009. Läst 9 oktober 2009
2. ↑  State Department Web Site Arkiverad 3 november 2010 hämtat från the Wayback Machine.. Retrieved 9 oktober 2009